# توماس بیچام

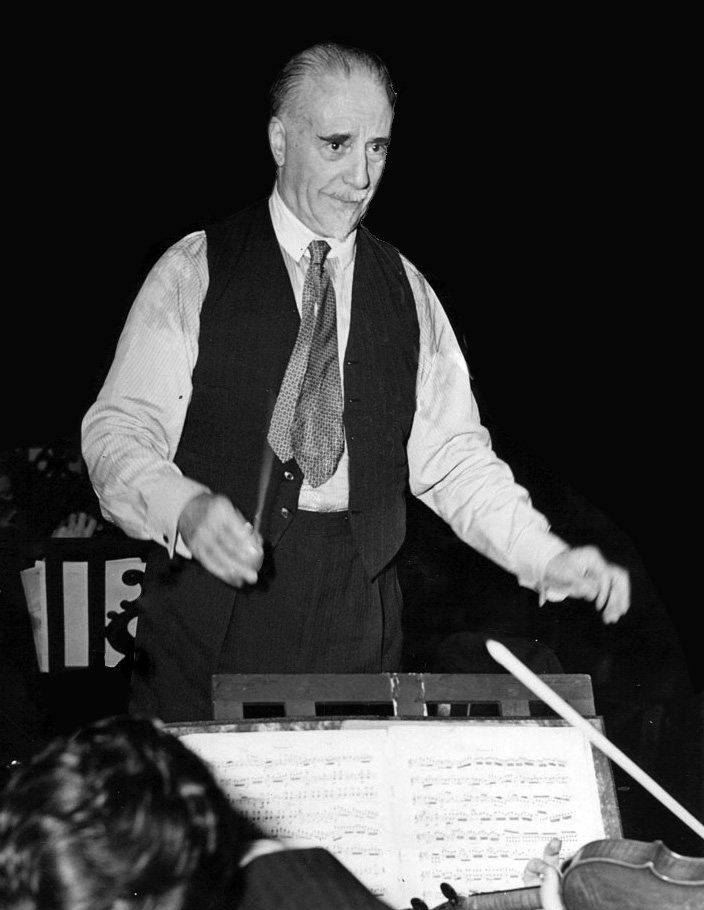
بیچام در حال تمرین با ارکستر، ۱۹۴۸

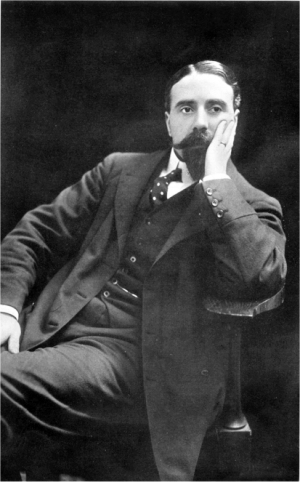
بیچام، ۱۹۱۰

سِر توماس بیچام، بارونت دوم (به انگلیسی: Sir Thomas Beecham, 2nd Baronet) (زادهٔ ۲۹ آوریل ۱۸۷۹ - درگذشتهٔ ۸ مارس ۱۹۶۱) یک رهبر ارکستر انگلیسی است که بیشتر به خاطر همکاری‌اش با ارکستر فیلارمونیک لندن و ارکستر فیلارمونیک سلطنتی معروف است. او همچنین از نزدیک با ارکستر فیلارمونیک لیورپول و هلی در ارتباط بوده‌است. بیچام از اوایل قرن بیستم تا پایان عمر، تأثیر بسزایی بر حیات موسیقایی بریتانیا داشت و (به نقل از بی‌بی‌سی) اولین رهبر ارکستر بین‌المللی بریتانیا بود.
او که در خانواده‌ای صنعتگر و ثروتمند به دنیا آمد، حرفهٔ رهبری ارکستر را در سال ۱۸۹۹ آغاز کرد. بیچام در سال‌های آغازینِ فعالیت حرفه‌ای‌اش به آهنگ‌سازی نیز می‌پرداخت، اما به این نتیجه رسید که در این زمینه به اندازهٔ کافی موفق نیست و در نتیجه بر رهبری تمرکز کرد. او از ثروت خانوادگی‌اش برای سرمایه‌گذاری در تولید اپرا استفاده کرد و از دههٔ اول قرن بیستم تا آغاز جنگ جهانی دوم آثار متعددی را در کاونت گاردن، دروری لین و تئاتر اعلی‌حضرت با همراهی ستارگان بین‌المللی موسیقی و ارکستر خود به اجرا درآورد.
از آثاری که او به انگلستان معرفی کرد می‌توان به آثاری چون الکترا، سالومه و شوالیه گل سرخ اثر ریشارد اشتراوس و سه اپرا از فردریک دلیوس اشاره کرد.
بیچام به همراه همکار جوان‌ترش مالکوم سرجنت، ارکستر فیلارمونیک لندن را بنیان گذاشتند و او اولین اثر خود را در تالار ملکه در سال ۱۹۳۲ رهبری کرد. در دههٔ ۱۹۴۰ میلادی، بیچام به مدت سه سال در ایالات متحدهٔ آمریکا به‌عنوان مدیر سمفونی سیاتل فعالیت کرد و آثاری را در تالار اپرای متروپولیتن نیویورک رهبری کرد. پس از بازگشت به انگلستان، در سال ۱۹۴۶ ارکستر فیلارمونیک سلطنتی را تأسیس کرد که تا پایان عمر (۱۹۶۱) رهبری آن را برعهده داشت.
رپرتوار بیچام گلچینی از آثار آهنگ‌سازان مختلف بود؛ گاهی آثار آهنگ‌سازان کمتر شناخته‌شده را به آثار مشهورترها ترجیح می‌داد. حوزهٔ تخصصی او آثار آهنگ‌سازانی بود که تا پیش از آن‌که او به طرفداریشان برخیزد، در انگلستان از نظر دور داشته شده بودند، نظیر فردریک دِلیوس و هکتور برلیوز. سایر آهنگ‌سازانی که بیچام مرتب آثارشان را اجرا می‌کرد عبارت بودند از یوزف هایدن، شوبرت، سیبِلیوس، و موتسارت که در نظر او بیش از همه محترم بود.